# Empathy (ソフトウェア)
Empathy（エンパシー）はインスタントメッセンジャーの1つで、各種IMプロトコル上でのテキスト、音声、動画、ファイル転送、アプリケーション間通信をサポートしている。
また、インスタントメッセンジャーの開発に再利用できるGNOME desktop向けGUIウィジェット群を含んでいる。Telepathyフレームワークの拡張として書かれており、異なるIMネットワークへの接続を統一的ユーザインタフェースで行える。
GNOME desktopバージョン2.24以降にはEmpathyが含まれている。Ubuntu 9.10以降と Fedora 12以降では、Pidgin を置き換えデフォルトのインスタントメッセンジャーとなっている。

## 現在[いつ?]の機能
- 複数プロトコルのサポート
  - Salut
  - Pidginがサポートするプロトコルの大半:
    - Bonjour（アップルのzeroconfの実装）
    - Facebook IM（Pidginプラグインまたは XMPP (Jabber) 経由）
    - Gadu-Gadu
    - GroupWise
    - Internet Relay Chat
    - Lotus Sametime
    - MySpaceIM
    - MXit
    - Microsoft Messengerサービス（一般に MSN Messenger あるいは Windows Live メッセンジャー として知られている。動画と音声が可能）
    - OSCAR (AIM/ICQ/MobileMe)
    - QQ
    - SIMPLE
    - SILC
    - XMPP (Google トーク, LiveJournal Talk, Gizmo5, Facebook, Nokia Ovi...)
    - Yahoo! Messenger（基本的なチャットとファイル転送のみ）
    - Zephyr
- GNOMEスクリーンセーバーを使った自動退室と拡張退室
- NetworkManagerを使った自動再接続
- スマイリーとスペルチェッカ付きのプライベート・チャットとグループ・チャット
- 会話ウィンドウ用のテーマエンジン
- 会話の記録（ロギング）。ログの検索機能。新規チャットへのログの前置。
- 音声対話や動画対話。SIP、MSN、XMPPを使用（Googleトークのボイスチャット機能もサポート）
- XMPP向けのファイル転送
- 対話相手の現在地を地図上に表示（ジオロケーション）
- Telepathy のPythonバインディング
- Tubes を使ったグループウェア的機能

## 既知[いつ?]の問題
Pidginなどのクライアントはオフレコ・メッセージング (OTR) 機能があるが、Empathy にはdeniable encryptionを通してプライバシーやセキュリティを確保するような機能がない。一部のプロトコルについて暗号化機能を追加する作業が2009年から始まっている。